# Athyreus parvus
Athyreus parvus är en skalbaggsart som beskrevs av Henry Fuller Howden och Martinez 1978. Athyreus parvus ingår i släktet Athyreus och familjen Bolboceratidae. Inga underarter finns listade.